# ماني ريمدو (مهرجان نيبالي)

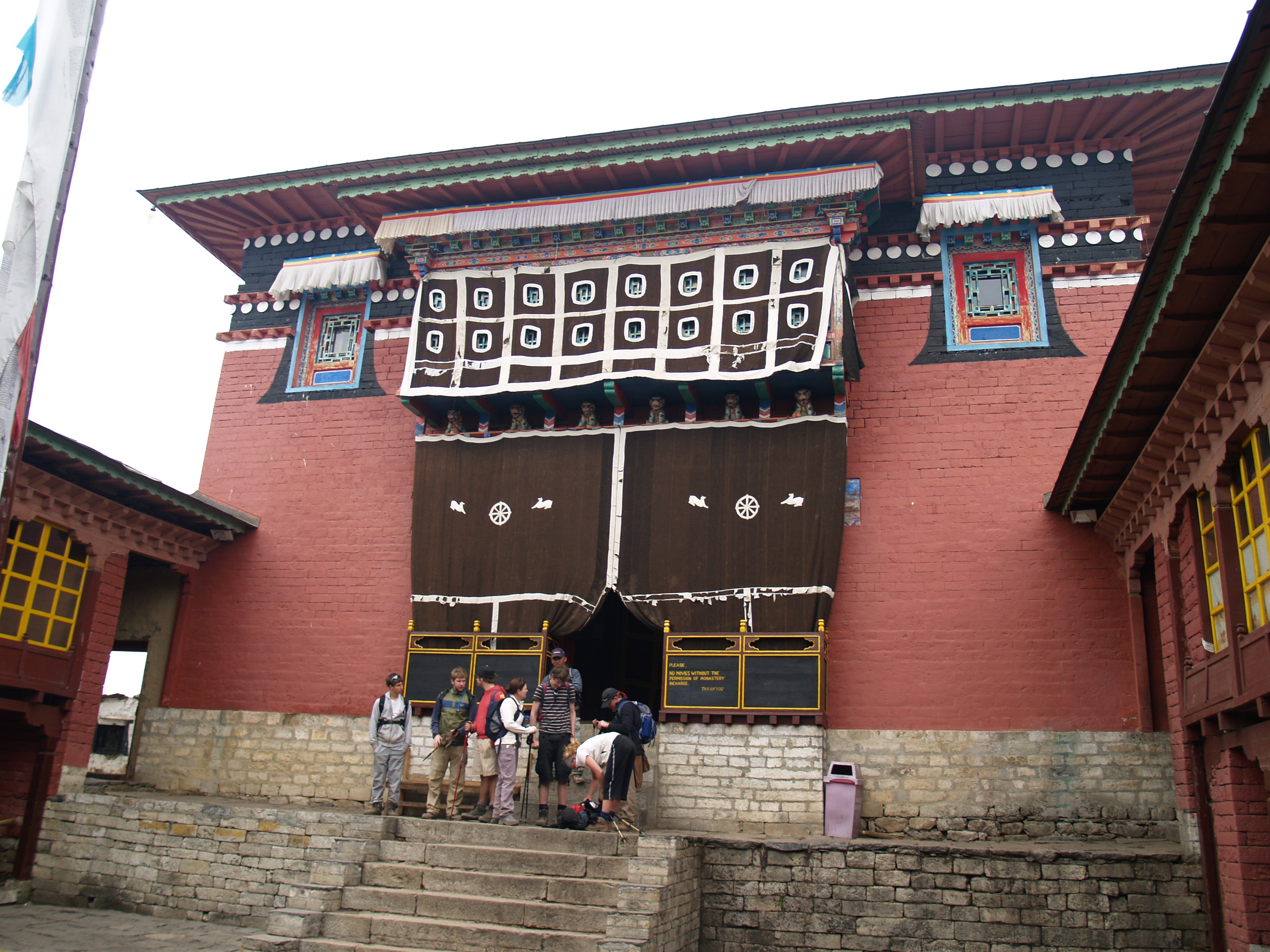
دير تنغبوشي

مهرجان ماني ريمدوا هو مهرجان لمدة 19 يومًا يحتفل به أتباع الطائقة البوذية في منطقة إيفرست في نيبال بتأسيس البوذية بواسطة غورو رينبوتشي بادماسامبهافا. يتم وضع عروض رائعة حتى على في أديرة تينجبوتشي ، تامي، وفي تشيوونغ. يلتقي حشد كبير من لاماس وشيربا في الدير من أجل رفاهية العالم. يستمتعون بالعيد برقصات مقنعة وصلوات وأعياد.
يراقب موعد ماني ريمدوا من اليوم الأول من الشهر العاشر من التقويم القمري التبتي الذي يقع بين أكتوبر ونوفمبر وفقًا للتقويم الإنجليزي.